# التحكم بالوقت

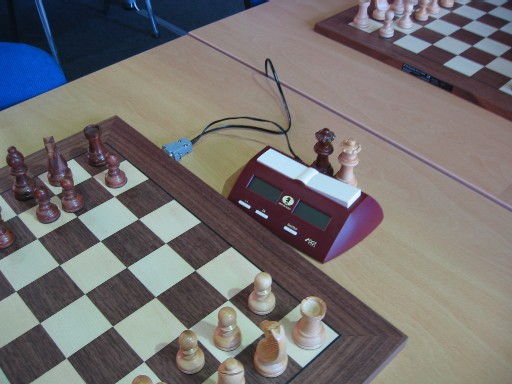
مجموعة الشطرنج مع عداد الوقت

التحكم في الوقت هو آلية في لعبة البطولة لكل لاعبين تقريبًا لعبة لوحية بحيث يمكن أن تنتهي كل جولة من المباراة في الوقت المناسب ويمكن أن تستمر البطولة. عادة ما يتم تنفيذ ضوابط الوقت عن طريق ساعة الشطرنج، حيث يتم تحديد الأوقات أدناه لكل لاعب. ضغط الوقت (أو مشكلة الوقت أو Zeitnot) هو حالة وجود القليل جدًا من الوقت على ساعة اللاعب لإكمال حركاته المتبقية.

## التصنيف
يختلف مقدار الوقت الممنوح لكل لاعب لإكمال حركاته من لعبة إلى أخرى. ومع ذلك، تميل معظم الألعاب إلى تغيير تصنيف البطولات وفقًا لطول الوقت الممنوح للاعبين.
في الشطرنج، الشطرنج السريع ذو المهل الزمنية القصيرة هي: «رصاصة» و«هجوم سريع» «سريع». ألعاب «الرصاصة» هي الأسرع، مع وجود حد زمني قصير جدًا لكل نقلة (مثل عشر ثوانٍ) أو وقت إجمالي قصير جدًا (مثل دقيقة أو دقيقتين). عادةً ما تمنح ألعاب "Blitz" من خمس إلى عشر دقائق لكل لاعب، بينما تستغرق الألعاب «السريعة» ما بين عشر إلى ستين دقيقة.
في غو، أي شيء أقل من عشرين دقيقة يمكن اعتباره «خاطفة».

## المنهجية
يختلف الأسلوب الدقيق لإستخدام ساعة الشطرنج لتنظيم الألعاب بشكل كبير.

### الموت المفاجئ
هذه هي أبسط منهجية. يتم تخصيص مقدار ثابت من الوقت لكل لاعب للعبة بأكملها. إذا انتهى الوقت الأساسي للاعب، فإنه يخسر اللعبة بشكل عام.

### تنسيقات العمل الإضافي
هنا يتم تقسيم وقت اللعبة إلى مجالين أساسيين: الوقت الأساسي والعمل الإضافي. للتبديل بين الاثنين يتطلب بعض حدث المشغل، غالبًا انتهاء صلاحية الوقت الرئيسي. في شطرنج، يمكن أن يؤدي الوصول إلى عدد ثابت من الحركات إلى كسب مقدار ثابت من الوقت الإضافي. يحدث هذا عادة في الألعاب الطويلة بعد الخطوة الأربعين: على سبيل المثال 120 دقيقة لإكمال أول 40 حركة، و 30 دقيقة أخرى تضاف إلى 120 دقيقة المتبقية لإكمال بقية اللعبة.

### صيغ الجزاء
تفرض مثل هذه الأساليب عقوبة بالنقاط، أو غرامة، على اللاعب الذي ينتهك الوقت المحدد. مثال واحد يحدث في Go، حيث تفرض قواعد Ing غرامات على انتهاكات الوقت الرئيسي وفترات العمل الإضافي. في دورة سكرابل، يتم ضبط التحكم في الوقت إلى 25 دقيقة لكل جانب مع عقوبة قدرها 10 نقاط لكل دقيقة أو جزء منها يتم استخدامه بشكل زائد، بحيث يؤدي تجاوز الوقت المخصص بمقدار 61 ثانية إلى عقوبة 20 نقطة.

### الساعة الرملية
تبدأ ساعة كل لاعب بوقت محدد (مثل دقيقة واحدة أو عشر دقائق). عندما يقرر لاعب واحد حركة ما، يقل وقت ساعته ويزيد وقت ساعة خصمه. وهذا مشابه لساعة رملية: رمل يفرغ من حاوية ويملأ الآخر. يظل مجموع كلتا الساعتين كما هو دائمًا، وتعطي الحركات البطيئة وقتًا إضافيًا للخصم. لا يوجد حد أقصى للوقت المخصص للعبة بطريقة التوقيت هذه؛ إذا لعب كلا اللاعبين بسرعة كافية، ستستمر اللعبة حتى نهايتها الطبيعية.
استخدام هذا التحكم في الوقت غير شائع.